# Lê Mạnh Thát
Hòa thượng Thích Trí Siêu tức Giáo sư Lê Mạnh Thát sinh ngày 15 tháng 4 năm 1944 tại làng Cu Hoan, xã Hải Thiện, huyện Hải Lăng, tỉnh Quảng Trị. Ông là một lãnh tụ của Giáo hội Phật giáo Việt Nam Thống nhất, và đã từng bị tuyên án tử hình năm 1988 nhưng về sau được hủy bỏ. Ông tiếp tục hoạt động nghiên cứu Phật giáo và công tác tại Giáo hội Phật giáo Việt Nam Thống nhất. Ông được biết nhiều bởi những công trình nghiên cứu về lịch sử Phật giáo cũng như lịch sử Việt Nam.

## Tiểu sử

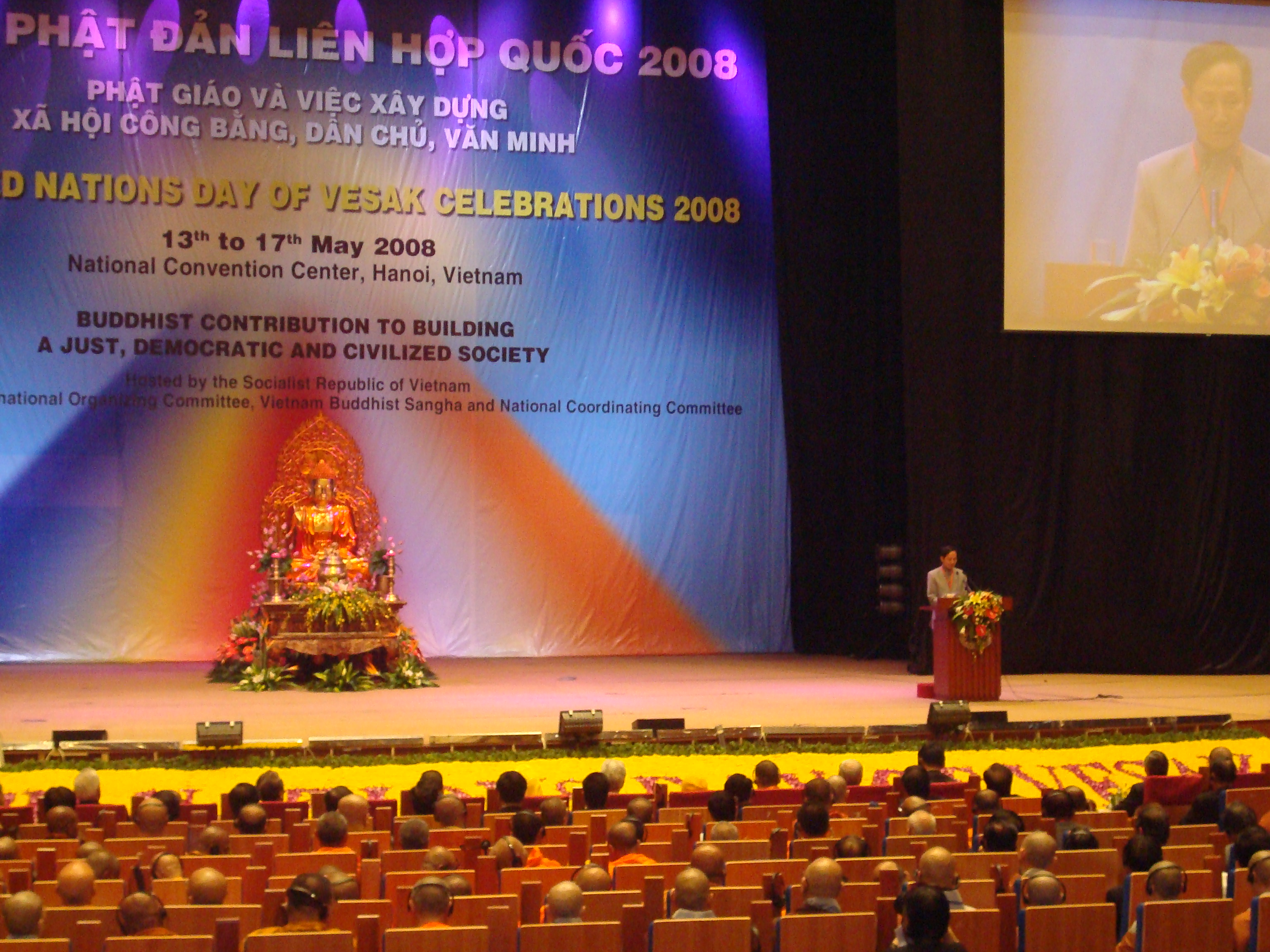
Lê Mạnh Thát tại Đại lễ Phật đản Liên hợp quốc 2008

Ông là đệ tử của Hoà thượng Thích Đôn Hậu. Là một nhà tu hành xuất gia từ bé, nhưng ông vẫn để tóc. Năm 1959, ông vào Huế trọ ở chùa Báo Quốc và theo học tại Quốc học Huế. Tại chùa Báo Quốc có mở xưởng làm xì dầu. Ông được phân công phụ trách xem quá trình thủy phân có dư xút hoặc axít, hàm lượng đạm có từ bã đậu phụng.
Năm 17 tuổi, ông được đặc cách thi tú tài và ba năm sau đậu cử nhân ngành triết học tại Viện Đại học Đà Lạt.
Từ 1965-1974 ông theo học tại Viện Đại học Wisconsin, Madison, Hoa Kỳ, lấy bằng tiến sĩ ngành Triết học. Luận án của ông tập trung vào lĩnh vực triết học Thế Thân (Philosophy of Vasubandhu); Vasubandhu là tên của một triết gia Ấn Độ lỗi lạc sống ở thế kỷ thứ 5.
Năm 1974-1975, ông là giáo sư Viện Đại học Vạn Hạnh - Sài Gòn, giảng dạy các môn tiếng Sanskrit, lịch sử triết học Ấn Độ, lịch sử Phật giáo Việt Nam
Từ 1975-1984, ông giảng dạy tại Viện nghiên cứu Phật học Vạn Hạnh - Thành phố Hồ Chí Minh.
Năm 1984, ông bị chính quyền Việt Nam bắt giam cùng với thượng tọa Thích Tuệ Sỹ, cả hai bị đưa ra xử vào năm 1988 và bị tuyên án tử hình, vì tội "tán thành, ủng hộ, che chở, đùm bọc hành động phản cách mạng, lật đổ chế độ xã hội chủ nghĩa" (vì ông tiếp tục tham gia Giáo hội Phật giáo Việt Nam Thống Nhất khi hầu hết lãnh đạo của giáo hội đã gia nhập Giáo hội Phật giáo Việt Nam được nhà nước ủng hộ). Sau đó nhờ sự can thiệp của các chính quyền Âu Mỹ, án được giảm xuống thành 20 năm cấm cố. Ông được phóng thích ngày 31 tháng 8 năm 1998, sau 14 năm giam cầm. Năm 1998 tổ chức Human Rights Watch đã tặng giải thưởng về nhân quyền Hellmann-Hamett Awards cho ông và 7 người Việt khác (Hoàng Tiến, nhà văn Lữ Phương, Nguyễn Ngọc Tần, Phạm Thái Thụy, Thích Tuệ Sỹ và 2 người được giấu tên).
Từ 1998-đến nay: ông là giáo sư, Phó Viện trưởng - Viện Nghiên cứu Phật giáo Việt Nam tại Thành phố Hồ Chí Minh. Năm 2012 ông được bầu làm thành viên Ban thường trực của Hội đồng trị sự Giáo hội Phật giáo Việt Nam nhiệm kỳ VII (2012 – 2017).
ngày 27 tháng 11 năm 2021, ông được bầu làm Cố vấn Hội đồng Phiên dịch Tam tạng Lâm thời thuộc Hội đồng Hoằng pháp Giáo hội Phật giáo Việt Nam Thống nhất do Hòa thượng Thích Tuệ Sỹ, Xử lý Thường vụ GHPGVNTN thành lập.
Ông thông thạo hơn 15 thứ tiếng.

## Các lý thuyết mới về lịch sử Việt Nam

### Một số phát hiện
1. Ông tuyên bố đã phát hiện ra Lục độ tập kinh, một tập kinh quan trọng trong Đại tạng kinh của Phật giáo thế giới đã lưu truyền 2000 năm, tập kinh đó là của Việt Nam, tập kinh được dịch ra chữ Hán từ một bản tiếng Việt[8] chứ không phải từ bản tiếng Phạn.
2. Cho rằng truyền thuyết trăm trứng có khởi nguồn từ Lục độ tập kinh, trước kia chỉ biết có truyền thuyết trăm trứng là hồn thiêng dân tộc, nhưng khởi nguồn thì không biết từ đâu.
3. Ông khẳng định truyền thuyết An Dương Vương đánh bại vua Hùng Vương thứ 18 rồi lập nên một triều đại (dưới ngòi bút của Ngô Sỹ Liên trong Đại Việt sử ký toàn thư) là không có thật, nó chẳng qua chỉ là một phiên bản của câu chuyện Mahabharata (Mahàbhàrata) từ Ấn Độ truyền vào Việt Nam thời Hùng Vương mà thôi.
4. Ông cho rằng không có chuyện Triệu Đà đánh An Dương Vương ("vì làm gì có An Dương Vương mà đánh!") và nhà Thục cũng không bao giờ bị Triệu Đà chiếm. Có nghĩa là, cho đến năm 43 (sau công nguyên), trước khi cuộc chiến tranh vệ quốc của Hai Bà Trưng thất bại, Văn Lang vẫn là một nước độc lập. Đó là triều đại Hùng Vương được xây dựng trên một nền văn hiến với điển chương riêng của nó, có luật pháp, có chữ viết, có lịch số, có âm nhạc, có văn học,... Nhà nước và văn hiến đó hoàn toàn không do người Trung Quốc đến "khai hóa" mà có. Nhà nước Hùng Vương có đủ bản lĩnh, sức mạnh để tiếp thu tinh hoa và để tự vệ trước âm mưu nô dịch của ngoại bang, đóng góp vào nền văn minh chung của nhân loại mà Lục Độ tập kinh là một trong những dẫn chứng sống động.[7] Ông dẫn chứng, sau khi Mã Viện "chém Trưng Trắc, Trưng Nhị, đưa đầu về Lạc Dương", Hậu Hán thơ viết: "Viện (Mã Viện) điều tấu Việt luật cùng Hán luật, sai hơn 10 việc, bèn cùng người Việt nói rõ để ước thúc". Ông lập luận rằng, như vậy rõ ràng nước Việt đã có luật pháp, bộ luật đó một chính quyền Hai Bà Trưng ngắn ngủi không làm nổi, nó phải là sản phẩm của một nhà nước độc lập tồn tại từ lâu đời.

### Các đề nghị sửa lại lịch sử
1. Dứt khoát loại bỏ truyền thuyết An Dương Vương và nước Nam Việt của Triệu Đà ra khỏi lịch sử nước ta. Lý do, trước đây ta viện dẫn từ 4 tài liệu cổ sử Trung Quốc, đó là Giao châu ngoại vực ký, Quảng Châu ký, Nam Việt chí và Nhật Nam truyện, trong đó 3 tài liệu không rõ nguồn gốc. Trong khi đó, căn cứ vào những tài liệu lịch sử chính thống xưa nhất của Trung Quốc là Sử ký Tư Mã Thiên và Tiền Hán thư, hoàn toàn không thấy có chuyện Triệu Đà đánh An Dương Vương hay tương tự, mà các tài liệu đó còn có những thông báo xác định rõ ràng là cho đến hết thời Triệu Đà cùng cháu chắt ông ta làm vua Nam Việt bên đất Trung Quốc, nước ta vẫn đang có vua và đang là một nước độc lập. Vậy, nước ta chưa bao giờ thuộc Nam Việt của Triệu Đà bên Trung Quốc.
2. Nước ta từ thời Hùng Vương vẫn là một nước độc lập kéo dài cho đến năm 43, nghĩa là giai đoạn Bắc thuộc lần thứ nhất không tồn tại.[9]

### Lý giải về những "sai sót" chép sử trước đây
Ông cho rằng trước đây đã dùng những sử liệu không đáng tin cậy để viết sử rồi cứ đinh ninh như vậy cho tới nay. Từ Đại Việt sử lược trở đi, theo giáo sư Lê Mạnh Thát, là do "những người viết sử đã không bao giờ chịu nghiên cứu và cân nhắc một cách kỹ càng những sử liệu mà họ dùng". Ông cho rằng, để viết lịch sử nước ta vào những thế kỷ trước và sau công nguyên, phải dùng "những báo cáo của Sử ký và Tiền Hán thư như những tài liệu cơ bản cho việc kiểm soát..., dù biết rằng sự kiện của mọi cuốn sử chính thống Trung Quốc từ Sử ký trở đi không nên được chúng ta tin cậy hoàn toàn". Tuy nhiên, theo ông, "nó vẫn có giá trị và đáng tin gấp bội lần" so với những thứ như 4 tài liệu đã dẫn trên đây, bởi vì ngay cả tài liệu có nguồn gốc rõ ràng như Nam Việt chí, "nó cũng xuất hiện sau Sử ký đến những sáu trăm năm".

## Nhận định về ông
Thi sĩ, nhà văn, triết gia, học giả, và cư sĩ Phật giáo Phạm Công Thiện: Tôi được may mắn quen biết Tuệ Sỹ và Lê Mạnh Thát khi hai vị này còn rất trẻ và còn dưới 20 tuổi. Lúc tôi quen biết hai vị thì hai vị hãy còn là những chú tiểu ở chùa; bây giờ thì hai vị đã trở thành hai vị Thiền sư lỗi lạc và lại cũng là Anh hùng dân tộc của Lịch sử Việt Nam hiện đại. Tại sao "gọi là Anh hùng dân tộc" thì rất dễ nhận thấy. Nhưng tại sao gọi Lê Mạnh Thát và Tuệ Sỹ là "hai vị Thiền sư lỗi lạc nhất, thông minh nhất, uyên bác nhất, trong sạch nhất của Việt Nam hiện nay"? "Thiền sư" à? Chỉ nội cái danh hiệu "thiền sư" đã là mệt rồi, lại còn thêm mấy chữ mơ hồ như "lỗi lạc nhất, thông minh nhất..."? Tôi muốn nói về Tuệ Sỹ và Lê Mạnh Thát với tất cả thận trọng và suy nghĩ chín chắn cặn kẽ, và tôi xin chịu mọi trách nhiệm về cái nhìn khác thường của tôi đối với nhị vị. Tại sao là "thiền sư"? Và "thiền sư": Là thế nào? Không cần trả lời trực tiếp về những câu hỏi bất thường này. Nơi đây, tôi chỉ xin nhấn mạnh đôi điều gián tiếp và ai muốn hiểu gì thì cứ hiểu. Không ai có thể tự nhận đủ thẩm quyền tôn giáo và tâm linh để trả lời dứt khoát những câu hỏi bất thường trên. Chỉ có những người bỏ cả trọn đời mình lặng lẽ sống chết với cái gọi là "Bồ Đề tâm" hay "Phát Bồ Đề Tâm" thì may ra mới trực nhận đâu đó khí phách và thần dụng bảng lảng của "nghịch hành thiền".
Ông Nguyễn Khoa Điềm, nguyên Ủy viên Bộ Chính trị, nguyên Trưởng ban Tư tưởng – Văn hóa Trung ương: "Tôi không phải là người nghiên cứu lịch sử, tuy nhiên tôi đã đọc bộ Lịch sử Phật giáo Việt Nam và Lục độ tập kinh và lịch sử khởi nguyên của dân tộc ta của thiền sư Lê Mạnh Thát. Với cảm nhận của bản thân, tôi cho rằng những giả thiết mà thiền sư đặt ra là rất đáng trân trọng. Trước hết phải ghi nhận là thiền sư đã có một tinh thần dân tộc, luôn mong muốn làm sáng tỏ lịch sử nước nhà. Thiền sư đã cất công tìm tòi, dò sâu vào lịch sử, đọc những tài liệu, những công trình khoa học từ nhiều nguồn, nhiều quốc gia, nhất là trong các tạng kinh Phật. Đây là một cơ duyên mà không phải ai cũng có được. Trong bối cảnh mà nhiều nguồn tài liệu khác đã bị tiêu hủy, thì việc phát hiện những vấn đề lịch sử tiềm tàng trong kinh Phật là điều rất quý"..."Đây là một vấn đề lịch sử cần trao đổi cởi mở, rộng rãi để nhân dân được nghe, được biết. Qua đó, biết đâu chúng ta sẽ có thêm được nhiều nguồn thông tin mới khác nữa từ trong nhân dân".
Nhà sử học Dương Trung Quốc cho rằng, tất cả những cái đó phải được xem xét cụ thể trên nhiều phương diện như độ tin cậy của sử liệu, phương pháp phân tích của tác giả và phải đặt trong tổng thể với các nguồn tư liệu khác. Các bộ kinh Phật đương nhiên là hết sức quý, nhưng nó cần được giải thích sự khác biệt với các nguồn tư liệu khác cũng có giá trị riêng của nó, kể cả truyền thuyết và dã sử. Không phải cứ nói đến "chính sử" của triều Lê (Đại Việt Sử ký toàn thư) do những sử gia tên tuổi biên soạn đã là chân lý tuyệt đối. Bởi trước hết, nó là sản phẩm của những cá thể hay triều đại, dù uyên thâm đến mấy thì cũng vẫn có thể có sai sót và nhiều khi xuất phát từ những lợi ích không thể gọi là tuyệt đối vì dân tộc mà căn bản là của giới cầm quyền. Đương nhiên, cũng không chỉ dựa vào một bộ kinh dù vô cùng quý giá trong kho tàng Phật giáo mà phủ định, đơn giản những nguồn sử liệu khác.

## Các tác phẩm tiêu biểu
Công trình nghiên cứu của Giáo sư Tiến sĩ Lê Mạnh Thát về lịch sử và văn học Phật giáo Việt Nam gồm 26 tác phẩm với 18.322 trang, 5 bài nghiên cứu chuyên ngành gồm 140 trang, 4 tác phẩm về các đề tài Phật học 1.436 trang
- Lịch sử Phật giáo Việt Nam - 3 tập. Nhà xuất bản Tổng hợp Thành phố Hồ Chí Minh phát hành năm 2006.
- Tổng tập Văn Học Phật giáo Việt Nam - 3 tập. Nhà xuất bản Tổng hợp Thành phố Hồ Chí Minh phát hành năm 2006.
- Lục độ tập kinh và lịch sử khởi nguồn của dân tộc ta.
- Toàn tập Minh Châu Hương Hải.
- Toàn tập Trần Thái Tông.
- Toàn tập Trần Nhân Tông.
- Toàn tập Toàn Nhật Quang Đài.
- Nghiên cứu về Mâu Tử - 2 tập.
- Chân Đạo Chánh Thống.
- Lịch sử Âm nhạc Phật giáo Việt Nam.
- Tự điển Bách Khoa Phật giáo Việt Nam - 2 tập.
- The Philosophy of Vasubandhu.
- Ngữ pháp tiếng Phạn

## Một số phát hiện khác
Ông phát hiện ra một số sai sót của Lê Quý Đôn khi ghi chép về văn thơ:
- Bài Xuân nhật tức sự, được Lê Quý Đôn chép trong Kiến văn tiểu lục và ghi là của thiền sư Huyền Quang thời nhà Trần (1254-1334). Từ đó nhiều thế hệ học giả đã dẫn giải, bình luận, coi là một kiệt tác thi ca chữ Hán của Việt Nam. Trên tạp chí Văn học số 1-1984, lần đầu tiên giáo sư Lê Mạnh Thát đã đưa ra tài liệu chứng minh bài thơ trên không phải của thiền sư Huyền Quang mà của thiền sư Ảo Đường Trung Nhân (?-1203) thời nhà Tống bên Trung Quốc.[7]
- Bài khác cũng được Lê Quý Đôn chép trong Kiến văn tiểu lục, ghi là của Hương Hải thiền sư thời nhà Lê. Nhưng trong công trình nghiên cứu rất công phu về thiền sư Hương Hải (Toàn tập Minh Châu Hương Hải), giáo sư Lê Mạnh Thát cũng phát hiện tác giả thật của nó là thiền sư Thiên Y Nghĩa Hoài bên Trung Quốc thời Tống (ông còn phát hiện số 59 bài thơ được coi là của thiền sư Hương Hải do học trò của thiền sư chép trong Hương Hải thiền sư ngữ lục, có đến 47 bài không phải của thiền sư).[7]
- Lê Mạnh Thát chứng minh rằng trong số 40 bài thơ thiền được cho là của các thiền sư Việt Nam thời Lý-Trần sáng tác mà Lê Quý Đôn chép lại trong Kiến văn tiểu lục, trên thực tế có tới 32 bài là tác phẩm của người Trung Quốc, sau đó được một số người Việt Nam "gia công" lại và gán cho các tác giả Việt Nam.

Trong 1 tiểu luận viết cho Tạp chí Văn học vào năm 1992, sử gia Hà Văn Tấn dẫn lại một số ý kiến của Lê Mạnh Thát (khi này đang ở tù) cũng như nhấn mạnh rằng, ông (Hà Văn Tấn) đã lần theo những chỉ dẫn, chú thích của Lê Mạnh Thát để kiểm tra lại nguồn tài liệu lập luận của thiền sư, và ông (Hà Văn Tấn) hoàn toàn đồng ý với những khám phá này.